# Best Collection (Luis-Maryのアルバム)
『Best Collection』（ベスト コレクション）は、Luis-Mary通算1枚目のベスト・アルバム。1993年7月21日発売。発売元は日本クラウン。

## 解説
- メジャー1stシングルAB両面、2ndシングルB面、3rdシングルAB両面を含む。
- Luis-Mary解散からおよそ4カ月後にリリースされた。

## 収録曲
1. eins-zwei-drei-vier　　from "DAMAGE"
  - 作詞:西川貴教／作曲:丸山武久
2. NEW ROSE　　from "DAMAGE" 
  - 作詞:西川貴教／作曲:西川貴教・丸山武久
3. La La Me　　from "砂漠の雨" 
  - 作詞:丸山武久・西川貴教／作曲:丸山武久
4. RUSH　　from "RUSH" 
  - 作詞:西川貴教／作曲:山下善次
5. 〜Beloved〜 (Single Mix)　　from 1st single "RAINY BLUE" 
  - 作詞:西川貴教／作曲:西川貴教
6. BLIND BOY　　from "砂漠の雨" 
  - 作詞:西川貴教／作曲:丸山武久
7. DRIVE ME MAD　　from 3rd single "DRIVE ME MAD" 
  - 作詞:西川貴教／作曲:丸山武久
8. Juvenile Dreams　　from "砂漠の雨" 
  - 作詞:西川貴教／作曲:山下善次
9. 約束の場所へ　　from "RUSH" 
  - 作詞:西川貴教／作曲:山下善次
10. 硝子細工の仔猫のように　　from 2nd single "WHiSPER(in your eyes)" 
  - 作詞:有田賢・西川貴教／作曲:山下善次
11. JUNK FOOD　　from "RUSH" 
  - 作詞:西川貴教／作曲:西川貴教
12. OPEN YOUR HEART　　from 3rd single "DRIVE ME MAD" 
  - 作詞:西川貴教／作曲:山下善次
13. RAINY BLUE　　from "DAMAGE" 
  - 作詞:丸山武久・西川貴教／作曲:丸山武久
14. Liberate the Prisoner　　from "砂漠の雨"
  - 作詞:西川貴教／作曲:丸山武久